# Frontière entre la Pologne et l'Ukraine
La frontière entre la Pologne et l'Ukraine est la frontière séparant la Pologne et l'Ukraine. Le 1er juillet 2009, un accord bilatéral est signé concernant le trafic transfrontalier, à la suite de la ratification de la Convention de Schengen par la Pologne. Des citoyens ukrainiens viennent ainsi travailler en Pologne.

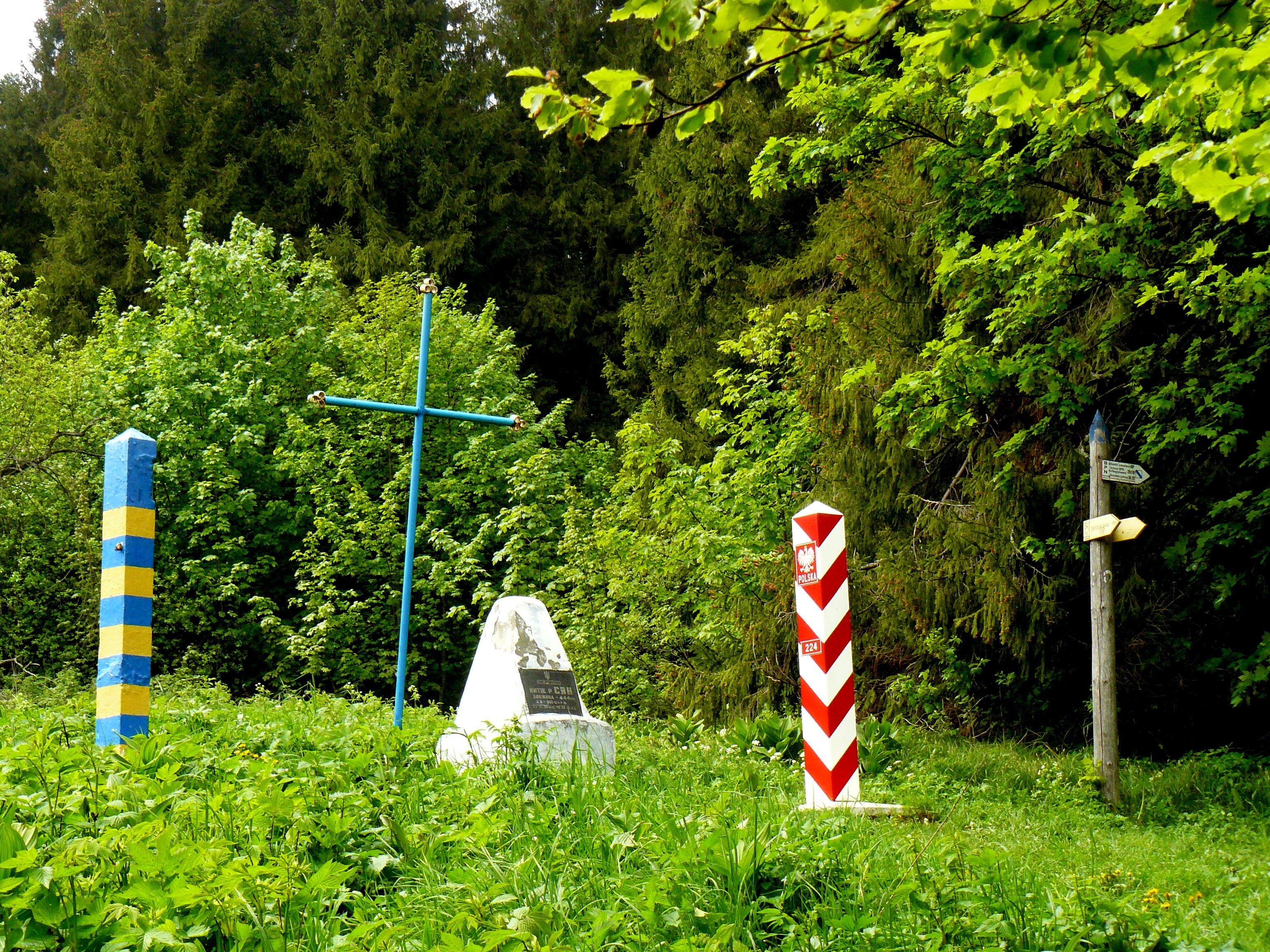
Monument érigé à la source de la rivière San, à la frontière ukraino-polonaise.